# Orinta Leiputė
Orinta Leiputė (ur. 19 stycznia 1973 w Kownie) – litewska polityk, pedagog i samorządowiec, posłanka na Sejm Republiki Litewskiej.

## Życiorys
W 1998 ukończyła pedagogikę na Uniwersytecie Kłajpedzkim, w 2000 uzyskała magisterium na Litewskiej Akademii Wychowania Fizycznego. W latach 2000–2006 odbyła na tej samej uczelni studia doktoranckie. Od początku lat 90. zawodowo związana z edukacją. Pracowała jako organizatorka zajęć dla dzieci i pedagog w ośrodku opieki i edukacji w Kownie. W 2000 została nauczycielem akademickim na Litewskiej Akademii Wychowania Fizycznego. Dołączyła do Litewskiej Partii Socjaldemokratycznej. W latach 2006–2012 była asystentką deputowanej Birutė Vėsaitė. Od 2007 do 2012 zasiadała w kowieńskiej radzie miejskiej. W 2012 pełniła funkcję zastępczyni mera tego miasta.
W wyborach w 2012 z ramienia swojego ugrupowania uzyskała mandat posłanki na Sejm Republiki Litewskiej, który wykonywała do 2016. Ponownie była wybierana do litewskiego parlamentu w 2020 i 2024.

## Odznaczenia
- Medal Rady Bałtyckiej – 2023[4]